# Еврейский погром в Гомеле
Еврейский погром в Гомеле — массовое насильственное выступление против евреев в городе Гомеле. Произошло в конце августа-начале сентября 1903 года. Погром против евреев был подготовлен и спровоцирован местными властями. В ходе столкновения отряды еврейской самообороны смогли дать отпор. В результате погромов было ранено 50 человек, не менее 12 погибло, 80 человек были судимы. Руководство и участники еврейской самообороны были вынуждены бежать из города.

## История

### Создание отрядов еврейской самообороны Гомеля
Известное антиеврейское выступление «Кишинёвский погром» привело к тому, что евреи городов Российской Империи начали формировать отряды самообороны. Гомельские евреи не стали исключением. Самооборону гомельских евреев организовал и возглавил Йехезкель Хенкин, который под своим руководством собрал группу из около 400 молодых человек. Его отряд получил название «Гибборей Цион» (с ивр. — «Герои Сиона»). Помимо мужского отряда, Хая Сарой был организован женский, состоящий из 30-и женщин.
Возникновение отрядов самообороны в Гомеле подтверждается и данными из обвинительного акта гомельского процесса. Еврейское население Гомеля стало запасаться оружием и организовывать кружки самообороны на случай возникновения противоеврейских беспорядков. Отряды собирались за городом группами до 100 человек и упражнялись в стрельбе из револьверов.
Из донесения начальнику Могилевского губернского жандармского управления штаб-ротмистра Кунакова стало известно, что «после кишинёвского погрома, большинство евреев запаслись дальнобойными револьверами».

### Стычка на базаре 29 августа 1903 года
Слухи о готовящихся беспорядках распространились во второй половине августа 1903 года. Прецедентом к началу погрома стала мелкая стычка, которая произошла 29 августа 1903 года на Гомельском базаре. Между продавщицей селёдки, еврейкой Малицкой и покупателем Шалыковым начался спор. Малицкая плюнула Шалыкову в лицо, и между ними завязалась драка.
В обвинительном акте Киевской судебной палаты, которая расследовала «Дело о гомельском погроме»,  говорилось, что на «Шалыкова тотчас же набросились несколько человек евреев, свалили его на землю и принялись бить чем попало. […] Все прилегающие к базару улицы также были запружены евреями, вооружёнными камнями, палками, шкворнями, молотками, специально приготовленными кистенями и даже просто железными полосами. Отовсюду раздавались крики: „Евреи! На базар! Русский погром!“».
Ближе к вечеру, с прибытием воинской команды, скопища евреев были рассеяны.
По словам раввина Элиша Хенкин крестьяне, товарищи Шалыкова, с криками «Бей жидов!» бросились избивать хозяина лавки и селёдочницу. На крики собралась масса евреев, которые, нанося побои, прогнали крестьян с Базарной площади.
И тут пошло и поехало: заработали провокаторы, распуская чудовищные слухи о том, что вся семья местного купца Петроченко умерщвлена евреями, что «демократы» собираются вырезать семейства железнодорожных рабочих, что евреи хотят отомстить гомельским христианам за кишинёвский погром…Элиша Хенкин

### Подготовка антиеврейского погрома
Усилиями представителей военно‑полицейских и жандармских структур, чиновничества государственных ведомств, железнодорожных служащих и мелкой городской буржуазии был подготовлен сговор и организован план погрома. Постановка конкретных задач и распределение функций организаторов и участников заняла около двух дней.
Следственные документы показывают, что уровень антиеврейской агрессии в Гомеле был недостаточен для спонтанного возникновения конфликта. Все рядовые погромщики принадлежали к группам населения, которыми в силу социально‑правовых, психологических и экономических причин было возможно манипулировать.
Евреям Гомеля удалось узнать о дате и времени начала погрома, собрав информацию о действиях бунтовщиков и их планах. Руководитель отряда Хенкин, переодевшись крестьянином, ходил средь крестьян и собирал сведения об их приготовлениях, равно как и другие члены самообороны. Обеспеченные люди Гомеля помогали самообороне финансово и приобретали для них оружие. Отрядам Хенкина удалось разработать план обороны и провести переговоры с «Бундом» о совместных действиях.

### 1 сентября
Антиеврейский погром в Гомеле начался 1 сентября 1903 года, когда среди рабочих железнодорожных мастерских распустился слух о том, что евреи «режут их жён и детей».
В обед рабочие Либаво‑Роменских и Полесских железнодорожных мастерских бросили станки и вернулись в Гомель. Полицмейстер приказал перегородить им путь через ведущий в город мост. От рабочих требовалось вернуться на трудовые места. Разъярённые трудящиеся и примкнувшая к ним толпа начали бойню и грабёж, продвигаясь к центру города, по пути громя еврейские лавки и дома.
Основную массу рядовых погромщиков составили:
- Рабочие Либаво‑Роменских и Полесских железнодорожных мастерских
- Крестьянская молодёжь, занятая в городе на поденных и сезонных работах, в основном на железной дороге и в строительстве
- «Босяки-золоторотцы» (представители городского люмпен-пролетариата).

В ходе погрома к ним присоединились крестьяне из пригородных деревень.
На Конной площади Гомеля толпу встретили отряды еврейской самообороны численностью несколько сотен человек. Еврейские отряды были вооружены револьверами и холодным оружием. Между погромщиками и евреями встала рота солдат, которые начали стрелять в сторону евреев. Трое человек погибли, несколько ранены. Ранение получил и Йехезкель Хенкин. Под прикрытием солдат и полиции погром длился двое суток.
Впервые в истории Российской Империи, во время гомельского погрома, отрядами еврейской самообороны было оказано сопротивление.

## Жертвы и последствия
В результате погрома погибли не менее 12 человек — 7 евреев (по другим данным — до 12) и 5 крестьян. Жертвы среди рабочих были вызваны действиями солдат, обстрелявших скопления людей.
Тяжелые увечья получили 8 человек, всего же было ранено около 50. Значительный материальный ущерб был нанесён не менее чем 400 еврейским семьям, около 250 жилых и торговых помещений были повреждены и разрушены. Наиболее сильно пострадали представители еврейской бедноты.
После беспорядков руководители еврейской обороны подверглись преследованиям со стороны властей.
По воспоминаниям Элиша Хенкин, городовому было достаточно указать на какого-то еврея, чтобы его заключили в тюрьму по обвинению в организации русского погрома.
Участники и руководство еврейской самообороны были вынуждены бежать из города. Сначала на территорию современной Украины, а далее за границу. Часть из них добралась в Османскую Империю, что считается ознаменованием начала второй алии.
С октября 1904 по ноябрь 1906 года проходил суд над участниками погрома. На суде оказались 44 православных и 36 иудеев. Большинство из них было оправдано, а другие получили по 5 месяцев лишения свободы.
Автор книги про Николая ІІ С. Ольденбург считал еврейский погром в Гомеле частью антиеврейских волнений, которые произошли в Российской Империи в 1903 году.